# Feed Her to the Sharks
Feed Her to the Sharks (рус. Скорми её акулам) — металкор-группа из Мельбурна, штат Виктория, Австралия. Была основана в 2008 году.

## История
В 2009 году группа записала своё первое демо Promo CD. Песни «Misery» и «The Beauty of Falling» были включены в дебютный альбом группы The Beauty of Falling. Также на песню «Burning Within» был снят клип.
1 марта 2010 года вышел дебютный альбом группы — The Beauty of Falling. Альбом был записан и распространялся за средства группы. Альбом спродюсировал Фредрик Нордстрем, известный по работе с такими группами как Arch Enemy, Bring Me The Horizon, Buried In Verona и In Flames. Был записан в студии Studio Fredman в Швеции.
10 марта 2013 года вышел сингл «Memory of You», он вошёл во второй альбом группы Savage Seas. 29 апреля вышел второй сингл — «Buried Alive».
13 мая 2013 года вышел второй альбом группы — Savage Seas. На песни «Memory of You» и «Buried Alive» были сняты лирик-видео. Этот альбом, как и «The Beauty of Falling», был создан и распространялся за средства участников.
6 января 2015 года вышел новый сингл «The World Is Yours». 8 февраля на канале группы был опубликован клип на песню «Chasing Glory».
10 февраля 2015 года группа выпустила свой третий полноформатный альбом уже на лейбле Victory Records. Он получил название Fortitude. Также был снят маленький двухсерийный фильм «The Making Of Fortitude», в котором участники рассказали о том, как они работали над альбомом и что значат его тексты песен.

## Участники группы
- Эндрю ван дер Залм — вокал / клавишные / фортепиано
- Ким Чу — гитара / синтезатор
- Роб Дейвис — бас-гитара / бэк-вокал
- Маринос Кацаневас — гитара
- Эндрю Коттерелл — ударные

## Дискография

### Студийные альбомы
- 2010 — The Beauty of Falling
- 2013 — Savage Seas
- 2015 — Fortitude

### Синглы
| Год  | Песня                | Альбом      |
| ---- | -------------------- | ----------- |
| 2013 | «Memory Of You»      | Savage Seas |
| 2013 | «Buried Alive»       | Savage Seas |
| 2015 | «The World Is Yours» | Fortitude   |

### Демозаписи
- 2009 — Promo CD

## Клипы
| Год  | Песня                         | Альбом      |
| ---- | ----------------------------- | ----------- |
| 2009 | «Burning Within»              | Promo CD    |
| 2013 | «Memory Of You (Lyric Video)» | Savage Seas |
| 2013 | «Buried Alive (Lyric Video)»  | Savage Seas |
| 2015 | «Chasing Glory»               | Fortitude   |
| 2015 | «Burn The Traitor»            | Fortitude   |